# Wilhelm Jacob van Bebber
Wilhelm Jacob van Bebber (Grieth, 14 luglio 1841 – Amburgo, 1º  settembre 1909) è stato un meteorologo tedesco.

## Biografia
Bebber era il più giovane dei dodici figli, studiò matematica e scienze naturali a Münster e a Bonn. Dopo un anno di prova presso il liceo di Kleve andò nel 1869 nella scuola di Kaiserslautern, dalla quale conseguì il dottorato nel 1871 dal 1875.
Nel 1877 è stato nominato presso il Reichsinstitut Deutsche Seewarte di Amburgo e nel 1879 fu nominato capo. Bebber prese la cattedra come professore nel 1890, e si dimise nel 1907 per motivi di salute e morì due anni dopo.
Nel 1887 fu membro dell'Accademia Cesarea Leopoldina.